# Barlassina
Barlassina es una localidad y comune italiana de la provincia de Monza y Brianza, región de Lombardía, con 5.927 habitantes. 

## Evolución demográfica
| Gráfica de evolución demográfica de Barlassina entre 1861 y 2001 |
|                                                                  |
| Fuente ISTAT - elaboración gráfica de Wikipedia                  |

- Datos: Q39418
- Multimedia: Barlassina / Q39418

1. ↑  Worldpostalcodes.org, código postal n.º 20825.
2. ↑  «Codici Catastali». Comuni-italiani.it (en italiano). Consultado el 29 de abril de 2017.